# Marie José Sombo
Marie José Sombo (née le 27 décembre 1934 à Léopoldville et morte en 2014) est une journaliste congolaise de radio et de presse écrite. 
Considérée comme la première femme journaliste noire de la République démocratique du Congo, elle a joué un rôle fondamental dans la visibilisation des femmes dans l'espace médiatique congolais dès la fin de l'époque coloniale.

## Biographie

### Enfance et débuts
Née à Léopoldville (aujourd’hui Kinshasa) le 27 décembre 1934, Marie José Sombo grandit dans une famille de la classe moyenne congolaise. Elle est repérée dès l’adolescence pour son aisance à l’oral, sa diction et sa voix radiophonique. Elle rejoint Radio Léopoldville en 1950 à l’âge de 16 ans, devenant ainsi l'une des premières femmes noires speakerines sur les ondes congolaises.

### Carrière journalistique
Après ses débuts remarqués à la radio, Marie José Sombo rejoint la presse écrite, où elle s'impose comme la première journaliste noire au sein du journal L’Avenir de Kinshasa. Elle collabore notamment au supplément Actualités africaines avec des figures majeures de l'époque, telles que Jean-Jacques Kande, Antoine-Roger Bolamba, Philippe Kanza ou encore André Genge.
Elle est formée à l’écriture journalistique par Élisio Da Silva, lui-même journaliste et fondateur de l’agence Publafric à Brazzaville. Son style incisif, ses chroniques en lingala et ses prises de position sur la place des femmes dans les médias et la société congolaise la rendent très populaire.

### Prises de position et féminisme
Dans les années 1950, Marie José Sombo se positionne ouvertement contre l'invisibilisation des femmes dans les mouvements politiques congolais. Elle déplore notamment leur absence dans les délégations officielles, comme celle menée par Patrice Lumumba à Bruxelles, et milite pour une reconnaissance des femmes dans l'histoire nationale. Elle est surnommée « l’Ève noire » par la presse africaine pour son courage et son rôle pionnier.

« Elle rappelle que les femmes ont aussi un rôle à jouer dans la construction de la nation - non comme simples accompagnatrices mais comme actrices à part entière de l'Histoire »

— Patrick Ndungidi, journaliste à African Shapers.

### Vie privée
Elle épouse le journaliste Karim Urban da Silva.

### Autrice‑compositrice
En tant qu’autrice‑compositrice, elle a notamment collaboré avec le chanteur Joseph Kasebele, pour lequel elle a composé la chanson Parafifi qui devint l'un des standards de la rumba congolaise .

### Héritage et postérité
Marie José Sombo décède en 2014, dans un relatif anonymat. Depuis, plusieurs voix dans les milieux médiatiques et culturels africains plaident pour une reconnaissance officielle de son rôle historique. Des articles et tribunes appellent à une décoration posthume de cette pionnière du journalisme africain, au nom des services rendus à la presse et à la cause des femmes.
Le jeudi 23 mars 2023, son époux organise une cérémonie mémorielle pour les 10 ans de sa disparition, diffusée sur le média  congolais Le Coopérant Web TV . 

## Citation
En avril-mai 1965 alors  que la délégation de seize congolais qui séjournait à Bruxelles dans un cadre politique, parmi lesquels figuraient Patrice Lumumba, Marie-José Sombo écrit : « comment expliquer qu'aucune Ève noire n'aie été invitée à faire partie de cette délégation de visiteurs ? ».